# ألدو مارتينيز
ألدو مارتينيز (بالإسبانية: Aldo Martínez Echevarria) هو مصارع هاوي كوبي، ولد في 27 أغسطس 1968 في بينار ديل ريو في كوبا.

## وصلات خارجية
- ألدو مارتينيز على موقع قاعدة بيانات المصارعة الدولية (الإنجليزية)
- ألدو مارتينيز على موقع اللجنة الأولمبية الدولية (الإنجليزية)
- ألدو مارتينيز على موقع أوليمبيديا (الإنجليزية)